# Richard Croftes
Richard Croftes (c. 1740 - 1783) est un homme politique britannique qui siège à la Chambre des communes entre 1767 et 1780.

## Biographie
Il est le fils aîné de William Croftes de West Harling (Norfolk) et de Little Saxham (Suffolk) et de sa femme Mary Decker, fille de Matthew Decker, baronnet et marchand londonien . Il fait ses études au collège d'Eton de 1753 à 1758, a est admis au St John's College de Cambridge le 3 juillet 1758, et diplômé MA (Litt) en 1761. 
En 1760, les parents de Croftes commencent à essayer de lui réserver un siège au Parlement. Il figure sur la «liste des personnes à introduire au Parlement» du duc de Newcastle le 9 juin 1760, lui ayant été mentionné par le duc de Grafton, à la demande de M. Croftes, et par M. Page à la demande de Mme Croftes. William Croftes est prêt à payer pour un siège mais a trouvé la suggestion de Newcastle de Sudbury peu attrayante parce que «ce serait cher et le succès douteux». Mme Croftes a écrit à Newcastle le 15 février 1761 que son mari «était disposé à se séparer d'une grosse somme d'argent» pour l'élection de son fils, et elle-même est très déçue que rien n'ait été arrangé: «Quelles objections votre Grâce peut-elle avoir? servir mon fils? c'est un jeune homme digne de grande application, de bonne famille et susceptible d'avoir une bonne fortune; Je me flatte que le comportement de mon fils sera tel que vous ne vous repentirez pas ... en l'amenant au Parlement. » Donc, dans la liste de Newcastle des personnes à faire venir, il est alors apparu comme «M. Croftes, quelque part à grands frais ». Le père de Croftes a demandé le 9 mars 1761 qu'il soit désigné pour Newark, mais cela a été refusé  . 
Ce n'est qu'en 1767 qu'un siège est trouvé pour Croftes sur la recommandation de Grafton. Il est élu sans opposition en tant que député de Petersfield lors d'une élection partielle le 17 décembre 1767. Aux élections générales britanniques de 1768, il est transféré à Downton, où il est de nouveau élu sans opposition. Son père est décédé en 1770, et Croftes hérite de ses domaines. 
En 1771, Grafton, maintenant chancelier de l'université de Cambridge, suggère que Croftes représente l'un des sièges de l'Université de Cambridge, mais la nomination n'est pas bien reçue à l'université. L'évêque de Lincoln écrit à Lord Hardwicke le 5 février 1771: «envoyer un homme si jeune et si peu connu a beaucoup offensé». Richard Watson, professeur Regius de divinité, écrit à Grafton que l'université n'est pas satisfaite de Croftes. "Nous n'avons aucune objection particulière à lui en tant qu'homme privé; nous le croyons égal à la transaction des affaires de Downton, mais nous ne le pensons en aucun cas suffisamment important dans la vie pour être le représentant, ou d'une capacité suffisante pour soutenir l'intérêt de l'Université de Cambridge ». Néanmoins, en janvier 1771, Croftes quitte son siège à Downton pour se porter candidat à l'Université lors d'une élection partielle le 4 février 1771. Bien qu'une section indépendante de l'université ait présenté son propre candidat, Croftes est élu par 76 voix contre 45. 
Aux élections générales britanniques de 1774, il occupe l'un des sièges de l'Université de Cambridge sans opposition. Cependant, il est battu aux élections générales britanniques de 1780 et ne se représente plus au Parlement. Il n'y a aucune trace de son discours à la Chambre des communes. 
Croftes meurt à l'âge de 43 ans le 4 juillet 1783 et est enterré à West Harling. Il épouse Harriet Darell, fille de John Darell le 11 février 1773. Ils ont une fille. 